# 谢伊托夫卡村委员会
谢伊托夫卡村委员会（俄语：Сеитовский сельсовет）是俄罗斯联邦阿斯特拉罕州克拉斯内亚尔区所属的一个村委员会。其下辖有8个居民点，行政中心为谢伊托夫卡。据2015年统计，该村委员会的人口为1500人。